# Клипер (свемирски брод)
Клипер (често се помиње као Clipper) је свемирски брод који је 2004. године предложила Ракетно-космичка корпорација Енергија. Конструисан је са намером да замени Сојуз и представља орбиталну летелицу са малим крилима, који се враћа у атмосферу под малим углом, што доводи до много мањих преоптерећења него што посада подноси у Сојузу. Летелица ће носити до 6 чланова посаде и може се користити за превоз између Земље и Међународне свемирске станице. Клипер је такође планиран да буде коришћен као модул за посаду на дужим експедицијама према Месецу и Марсу. Основна намера пројектовања за вешеструку улогу је да се смање трошкови упућивања људи у свемир користећи компоненте за вишеструку употребу (reusable spaceship approach).